# 김민혜
김민혜(金敏慧, 1954년 12월 4일 ~ )은 대한민국의 축구 선수로, 1979년 서독으로 진출하여 당시 2 분데스리가 소속인 SV 다름슈타트 98, SV 발트호프 만하임 그리고 그 후 K리그로 돌아와 대우 로얄즈, 할렐루야 축구단에서 활약하였다.
인터넷을 통해 헤르타 BSC에서 활약한 것으로 잘못 알려져 있다.